# MobLand – Familie bis aufs Blut
MobLand – Familie bis aufs Blut (Originaltitel: MobLand) ist eine von Ronan Bennett entwickelte britische Krimi-Dramaserie mit Tom Hardy, Pierce Brosnan, Helen Mirren, Paddy Considine und anderen in den Hauptrollen. Die Veröffentlichung startete am 30. März 2025 bei dem Streaming-Service Paramount+.

## Handlung
Die Harrigans sind eine Londoner Verbrecherdynastie und werden von Conrad und Maeve Harrigan angeführt. Sie kämpfen gegen den von Richie Stevenson angeführten Stevenson-Clan um die Vormachtstellung in London. Der Kampf scheint sich immer weiter zu verhärten und droht das Imperium der Harrigans zu zerstören. Harry Da Souza arbeitet bereits sein Leben lang als Fixer für die Harrigans. Als die Spannungen zwischen den Familien zunehmen, ist Harry Da Souza damit beauftragt, den eskalierenden Konflikt zu steuern und zu entschärfen und damit die Interessen der Harrigans zu schützen.

## Besetzung und Synchronisation
Die deutschsprachige Fassung wird von Cinephon in Berlin übernommen. Für die Dialogbücher und Dialogregie zeichnet Gerd Naumann verantwortlich. Bislang gibt es 58 Sprechrollen.
| Rolle              | Darsteller                | Folgen                       | Synchronsprecher         |
| ------------------ | ------------------------- | ---------------------------- | ------------------------ |
| Harry Da Souza     | Tom Hardy                 | 1.01–                        | Torben Liebrecht         |
| Conrad Harrigan    | Pierce Brosnan            | 1.01–                        | Frank Glaubrecht         |
| Kevin Harrigan     | Paddy Considine           | 1.01–                        | Marcus Off               |
| Jan Da Souza       | Joanne Froggatt           | 1.01–                        | Marie Bierstedt          |
| Bella Harrigan     | Lara Pulver               | 1.01–                        | Diana Borgwardt          |
| Richie Stevenson   | Geoff Bell                | 1.01–                        | Erich Räuker             |
| Eddie Harrigan     | Anson Boon                | 1.01–                        | Sebastian Fitzner        |
| Maeve Harrigan     | Helen Mirren              | 1.01–                        | Kerstin Sanders-Dornseif |
| Gina Da Souza      | Teddie Allen              | 1.01–                        | Magdalena Montasser      |
| Seraphina Harrigan | Mandeep Dhillon           | 1.01–1.03, 1.05–             | Nora Kunzendorf          |
| Paul               | Emmett J. Scanlan         | 1.01–1.07, 1.09–             | Alexander Doering        |
| Alice              | Emily Barber              | 1.01, 1.04–                  | Uschi Hugo               |
| Olie Donker        | Arnold Oceng              | 1.01–1.06, 1.08, 1.10–       | Johann Fohl              |
| Alan Rusby         | Nigel Lindsay             | 1.03–1.05, 1.07, 1.09–       | Tim Moeseritz            |
| Antoine Arloud     | Grégoire Colin            | 1.02–1.04, 1.07, 1.09        | Patrick Winczewski       |
| Brendan Harrigan   | Daniel Betts              | 1.01–1.03, 1.05–1.07         | Johannes Berenz          |
| Charlie Sweet      | Dritan Kastrati           | 1.01–1.02, 1.05, 1.08, 1.10  | Johannes Raspe           |
| DC Mukasa          | Gemma Knights Jones       | 1.02–1.08                    | Elisa Bannat             |
| DS Ivan Fisk       | Luke Mably                | 1.02–1.08                    | Jan Makino               |
| Freddie Shaw       | Bradley Turner            | 1.01–1.03, 1.05–1.06, 1.08   | Konrad Bösherz           |
| Kiko               | Antonio González Guerrero | 1.01–1.03, 1.06, 1.08, 1.10  | Nico Mamone              |
| O’Hara Delaney     | Lisa Dwan                 | 1.01–1.02, 1.06–1.07, 1.09–  | Melanie Hinze            |
| Zosia              | Jasmine Jobson            | 1.01–1.04, 1.06, 1.08, 1.10– | Laurine Betz             |

## Episodenliste
| Nr. (ges.) | Nr. (St.) | Deutscher Titel      | Originaltitel        | Erstausstrahlung USA | Deutschsprachige Erstausstrahlung (D) | Regie          | Drehbuch                          |
| ---------- | --------- | -------------------- | -------------------- | -------------------- | ------------------------------------- | -------------- | --------------------------------- |
| 1          | 1         | Stick or Twist       | Stick or Twist       | 30. März 2025        | 30. Mai 2025                          | Guy Ritchie    | Ronan Bennett und Jez Butterworth |
| 2          | 2         | Jingsaw Puzzle       | Jingsaw Puzzle       | 6. Apr. 2025         | 30. Mai 2025                          | Guy Ritchie    | Ronan Bennett und Jez Butterworth |
| 3          | 3         | Plan B               | Plan B               | 13. Apr. 2025        | 30. Mai 2025                          | Anthony Byrne  | Ronan Bennett und Jez Butterworth |
| 4          | 4         | Rat Trap             | Rat Trap             | 20. Apr. 2025        | 6. Juni 2025                          | Anthony Byrne  | Ronan Bennett und Jez Butterworth |
| 5          | 5         | Funeral for a Friend | Funeral for a Friend | 27. Apr. 2025        | 13. Juni 2025                         | Daniel Syrkin  | Ronan Bennett und Jez Butterworth |
| 6          | 6         | Antwerp Blues        | Antwerp Blues        | 4. Mai 2025          | 20. Juni 2025                         | Daniel Syrkin  | Ronan Bennett und Jez Butterworth |
| 7          | 7         | The Crossroads       | The Crossroads       | 11. Mai 2025         | 27. Juni 2025                         | Lawrence Gough | Ronan Bennett und Jez Butterworth |
| 8          | 8         | Helter Skelter       | Helter Skelter       | 18. Mai 2025         | 4. Juli 2025                          | Lawrence Gough | Ronan Bennett und Jez Butterworth |
| 9          | 9         | Beggars Banquet      | Beggars Banquet      | 25. Mai 2025         | 11. Juli 2025                         | Anthony Byrne  | Ronan Bennett und Jez Butterworth |
| 10         | 10        | The Beast in Me      | The Beast in Me      | 1. Juni 2025         | –                                     | Anthony Byrne  | Ronan Bennett und Jez Butterworth |

## Produktion

### Hintergrund
Im Februar 2024 wurde die Serie von Paramount+ zunächst als lose basierendes Spin-off zur Fernsehserie Ray Donovan (2013–2020) angekündigt. Im Oktober 2024 wurde dann bekannt, dass das geplante Projekt nach einer Überarbeitung als eigenständige Serie mit den Darstellern Tom Hardy, Pierce Brosnan und Helen Mirren unter dem Arbeitstitel The Associate produziert werden soll.
MobLand wurde von Ronan Bennett entwickelt und zusammen mit Jez Butterworth geschrieben. Produzent ist Peter Heslop. Als Produktionsunternehmen sind 101 Studios und die MTV Entertainment Studios beteiligt. Die Regie haben Anthony Byrne (Folge 1.03–1.04, 1.09–1.10), Lawrence Gough (Folge 1.07–1.08), Guy Ritchie (1.01–1.02) und Daniel Syrkin (Folge 1.05–1.06) übernommen. Für die Musik zeichnen Matt Bellamy und Ilan Eshkeri verantwortlich. Der Titelsong Starburster stammt von der irischen Band Fontaines D. C.
Die Dreharbeiten fanden von November 2024 bis März 2025 in London statt und wurden erst vier Tage vor Veröffentlichung der ersten Folge abgeschlossen. Im Februar 2025 wurde der endgültige Titel der Serie, „MobLand“, bekannt gegeben.

### Veröffentlichung
Die englischsprachige Erstveröffentlichung begann bei Paramount+ in den USA, Kanada, Großbritannien und Australien am 30. März 2025. Das Staffelfinale wurde am 1. Juni 2025 veröffentlicht. In Deutschland wurden die ersten drei Folgen am 30. Mai 2025 veröffentlicht und danach jeden Freitag eine weitere Folge bis zum Staffelfinale am 18. Juli 2025.
Nach einem Zuschauerrekord als zweitmeistgesehene Serie von Paramount+, wurde am 23. Juni 2025 die Verlängerung um eine zweite Staffel bekannt.

## Rezeption
In der Süddeutschen Zeitung beschreibt Fritz Göttler „MobLand“ als eine Familiengeschichte, die sich mit bizarrer Folgerichtigkeit entwickele und schnell den Punkt erreiche, an dem nicht mehr die Logik der Geschäfte das Handeln bestimmt, sondern Paranoia und Wahnwitz. Dazu sei die Serie bestens besetzt.
MobLand sei eine gute, unterhaltsame Serie, schreibt Jan Felix Wuttig für Moviepilot. Weiter meint er, dass die Atmosphäre den Zuschauern sofort fange und keinen Moment unauthentisch wirke und jedes Wort des Gangster-Jargons an der richtigen Stelle platziert sei. Hervorgehoben wird die Besetzung, die mit Pierce Brosnan, Tom Hardy, Helen Mirren und Paddy Considine grandios sei. Während die Inszenierung gelobt wird, wird die Geschichte als Schwäche genannt, weil sie kaum Besonderheiten hergebe. Aber die Besetzung sorge für grandiose Unterhaltung.
Für BR24 meint Ferdinand Meyen in einer Kritik, dass die Serie mit Schauspiel, Soundtrack und Subtext brilliere. Auch hier wird die Besetzung positiv hervorgehoben.
In einer Rezension für fernsehserien.de schreibt Christopher Diekhaus, dass insbesondere Tom Hardy mit seiner Gangsterfigur dem Crime-Drama seinen Stempel aufdrücke und damit trotz bekannter Zutaten und einiger abgegriffener Ideen zu einer packenden Angelegenheit mache. Es gebe zwar auch Komik, aber MobLand komme eher düster und hart daher. Wie im Gangstergenre üblich, gehe es um die Eroberung neuer Geschäftsfelder und um familiäre Verwerfungen.